# 1893 w literaturze
Wydarzenia literackie w 1893 roku.

## Wydarzenia
- Władysław Nehring ogłosił pierwszą transliterację polskiej średniowiecznej piosenki miłosnej Cantilena inhonesta.

## Nowe książki
- polskie
- zagraniczne
  - Portret Doriana Graya (The Picture of Dorian Gray) – Oscar Wilde
  - Winnetou (Winnetou, der Rote Gentleman) – Karl May

## Urodzili się
- 3 stycznia – Pierre Drieu la Rochelle, francuski prozaik, poeta, dramaturg i publicysta (zm. 1945)
- 10 stycznia – Vicente Huidobro, chilijski poeta, uznawany za jednego z twórców kreacjonizmu (zm. 1948)
- 13 stycznia – Clark Ashton Smith, amerykański poeta i nowelista (zm. 1961)
- 6 lutego – Maksim Harecki, białoruski pisarz, krytyk i historyk literatury (zm. 1938)
- 18 marca – Wilfred Owen, angielski poeta (zm. 1918)
- 19 maja – H. Bonciu, rumuński oraz mołdawski pisarz, poeta i tłumacz (zm. 1950)
- 23 maja – Jerzy Kowalski, polski filolog klasyczny i powieściopisarz (zm. 1948)
- 13 czerwca – Dorothy L. Sayers, angielska pisarka i tłumaczka (zm. 1957)
- 19 lipca – Władimir Majakowski, radziecki poeta (zm. 1930)
- 21 lipca – Hans Fallada, niemiecki pisarz (zm. 1947)
- 10 sierpnia – Prežihov Voranc, słoweński pisarz i polityk komunistyczny (zm. 1950)
- 9 października – Mário de Andrade, brazylijski poeta, pisarz i krytyk, współtwórca brazylijskiego modernizmu (zm. 1945)
- 25 października  – Michał Kryspin Pawlikowski, polski pisarz emigracyjny (zm. 1972)
- 10 listopada – John P. Marquand, amerykański pisarz (zm. 1960)
- 30 listopada – Izrael Jehoszua Singer, żydowski pisarz, dramaturg i dziennikarz (zm. 1944)

Data dzienna nieznana:
- Adolfo Drago Braco, gwatemalski dramaturg (zm. 1966)
- Malka Heifetz Tussman, amerykańsko-żydowska poetka tworząca w jidysz, tłumaczka (zm. 1987)
- Efraim Kaganowski, polsko-żydowski pisarz tworzący w jidysz (zm. 1958)
- Anna Słonczyńska, polska poetka (zm. 1944)

## Zmarli
- 13 lutego – Władysław Koziebrodzki, polski komediopisarz (ur. 1839)
- 29 kwietnia – Józef Franciszek Bliziński, polski komediopisarz pozytywistyczny (ur. 1827)
- 6 lipca – Guy de Maupassant, francuski pisarz (ur. 1850)
- 16 listopada – Elizabeth Oakes Smith, amerykańska prozaiczka, poetka i edytorka (ur. 1806)